# Johannes Virolainen

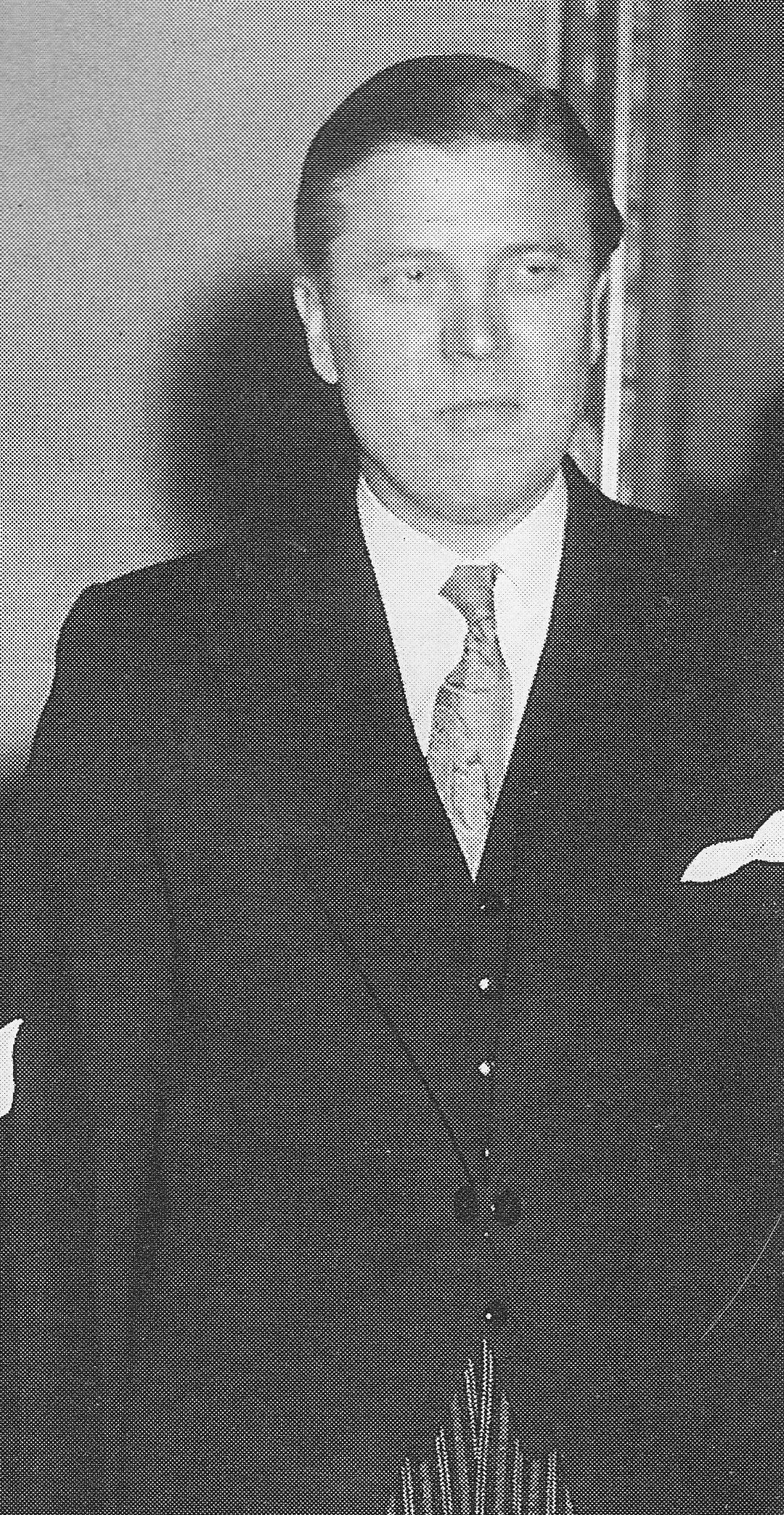
Johannes Virolainen 1955

Johannes Virolainen (bij Viipuri, 31 januari 1914 - Lohja, 11 december 2000) was een Fins politicus.

## Levensloop
Virolainen werd geboren veertien kilometer buiten de Karelische stad Viipuri (toentertijd de tweede stad van Finland). Na de Vervolgoorlog moest Finland Karelië afstaan aan de Sovjet-Unie. Virolainen werd geëvacueerd en vestigde zich in Lohja. Hij werd een van de leiders van de Karelische vluchtelingen. Johannes Virolainen was een geheelonthouder, maar zei eens: ,,De dag dat ik bier drink is wanneer de Sovjet-Unie Karelië aan Finland teruggeeft."
Virolainen werd lid van de Finse Agrarische Partij (sinds 1965 Centrumpartij geheten) en hij zat van 1945 tot 1983 en van 1987 tot 1991 in het Finse parlement (Eduskunta). Van 1954 tot 1956, in 1957 en in 1958 was hij minister van Buitenlandse Zaken. In 1965 werd hij tot voorzitter van de Centrumpartij.
In 1964 formeerde Virolainen een regering bestaande uit de Centrumpartij, de Zweedse Volkspartij, de Finse Volkspartij en de Nationale Coalitiepartij. Als premier volgde hij Reino Lehto op.
De verkiezingen van maart 1966 leverde een verschuiving naar links op. Virolainen bood daarop zijn ontslag in en werd vervangen door Rafael Paasio van de SDP.
In 1982 schoof de Centrumpartij Virolainen naar voren als presidentskandidaat. Hij kreeg echter onvoldoende stemmen in het college van kiesmannen.
verplaatst